# 圖克托山
13°54′6″S 71°24′45″W / 13.90167°S 71.41250°W
圖克托山（克丘亞語中“抱窝母鸡”之意）是秘魯的山峰，位於該國東南部庫斯科大區，處於蒂克亞哈薩山西北面，毗鄰哈通查霍山，屬於安第斯山脈的一部分，海拔高度5,000米。